# The Devil Has a Name
The Devil Has a Name è un film del 2019 diretto da Edward James Olmos.

## Trama
Un agricoltore accusa l'industria petrolifera di aver inquinato l'acqua che irriga i suoi campi.

## Produzione
Le riprese del film sono iniziate nel febbraio 2018 a Los Angeles.
Il budget del film è stato di 7,2 milioni di dollari.

## Promozione
Il primo trailer del film è stato diffuso il 16 settembre 2020.

## Distribuzione
Il film è stato presentato al Los Angeles Latino International Film Festival il 4 agosto 2019 e distribuito limitatamente nelle sale cinematografiche statunitensi ed in contemporanea on demand dal 16 ottobre 2020.